# Termoelektronska emisija
Termoelektronska emisija je odašiljanje (emisija) elektrona iz metala, uz ionizaciju atoma, uzrokovana dotokom toplinske energije. Vanjski elektroni u metalima slabo su vezani, što je uzrok dobre električne vodljivosti metala. Energetski gledano, ti se elektroni nalaze u takozvanoj vodljivoj vrpci ili slobodni elektroni. Njihova energija vezanja se mijenja od približno 1,5 eV do približno 6 eV, ovisno o metalu. U toplinski izazvanim sudarima neki od tih elektrona dobivaju energiju dovoljnu za oslobađanje iz metala. Njihov broj ovisi uglavnom o temperaturi. Na temperaturama ispod tališta (oko 1000 K = 727 °C) metal može napustiti samo mali dio slobodnih elektrona, to jest oni koji imaju dovoljnu kinetičku energiju da ih periodički potencijal kristalne rešetke ne može zadržati. 
Termoelektronska emisija važna je u elektronici za konstrukciju (na primjer katodnih cijevi u rendgenskim aparatima). Za povećanje emisije smanjenjem izlaznoga rada, katode se prevlače slojem barijeva ili stroncijeva oksida. Na približno 1000 K ti oksidi imaju izlazni rad oko 1,3 eV, što je manje od izlaznoga rada većine čistih metala ili slitina, a istodobno su dobri električni vodiči. Termoelektronskom emisijom može se postići gustoća električne struje od nekoliko ampera po četvornom centimetru katode, makar se u praksi koristi struja manja od 0,2 A/cm², jer se kod većih struja oksidni sloj brzo troši.

## Termoelektronska struja
Uzme se električna žarulja i prilijepi na gornji dio staklene kruške komad staniola (ili aluminijske folije) koji se spoji žicom s elektroskopom. Žarulja se spoji preko prekidača na gradsku električnu mrežu. Nakon toga se staniol nabije pozitivnim elektricitetom i upali žarulja. Dok žarulja nije upaljena, listići će pokazivati stalni otklon, a kada žarulju upalimo, otklon listića će padati. Nabijemo li međutim staniol negativnim elektricitetom, otklon listića će ostati stalan i kod upaljene žarulje.
Iz toga izlazi da iz užarene niti žarulje izlaze elektroni koje privlači pozitivno nabijeni staniol. Zbog toga će se pozitivni naboj staniola neutralizirati, a listići elektroskopa sklapati. 
Odatle vidimo da se strujanje elektrona u cijevi, iz koje je isisan zrak, može dobiti i bez visokog napona, ali kod visoke temperature. Do sada smo vidjeli da elektroni izlaze iz metala, od kojega je izrađena katoda, udarcima pozitivnih iona. Stoga ova dva slučaja moramo dobro razlikovati. Elektroni koji izlaze iz užarenog električnog vodiča zovu se termoelektroni. Termoelektronsku struju dobivamo pomoću takozvanih elektronskih cijevi. Elektronska cijev je evakuirana cijev u kojoj nastane struja elektrona, kada se užari katoda.